# Konformitás
A szociálpszichológiában a konformitás annak a mértéke, hogy a csoport tagjai mennyire hajlandóak megváltoztatni viselkedésüket, érzéseiket, nézeteiket és attitűdjüket, hogy azok jobban illeszkedjenek a csoportnormához. A csoportnormák a csoport magatartásának szabályait jelentik.  A csoport tudatalatti folyamatok és explicit csoportnyomás révén tudja befolyásolni saját tagjait. A konformitás két lényeges oknál fogva jöhet létre: egyrészt, az adott személyeknek bíznia kell abban, hogy a csoportnak mindig igaza van, valamint, hogy a csoport elfogadja és támogassa minden tagját.  Az egyén csatlakozási szándékában és döntésében a szocializációs igényei is megmutatkoznak. A legtöbb esetben az emberek sajátjuknak fogadják el a csoport normáit, helyesnek és megfelelőnek ítélve őket. Néha előfordul, azonban, hogy nyilvánosan alávetik magukat olyan normáknak, melyeket személyesen nem fogadtak el.

## Konformitás eredete
A latin eredetű szó, eredeti értelmében: "egyformaság, azonosság" értelemben használják.

## Konformitást vizsgáló híres kísérletek
- Muzafir Sherif autokinetikus effektus vizsgálata (1936) melyben többek közt a csoporton belüli normaképződést vizsgálta. A kísérletben a kísérleti személyeknek egy sötét szobában kellett egy fénypontra, illetve annak mozgására koncentrálniuk, megbecsülve az elmozdulás távolságát (a fénypont valójában nem mozgott). Az elmozdulás mértékéről egyenként, majd hármas csoportokban kérdezték őket. A csoportos válaszadás során az egyénenként eltérő válaszok közeledni kezdtek, majd csaknem teljesen azonossá váltak. (Ez a hatás még hosszabb idő elteltével is fennmaradt).

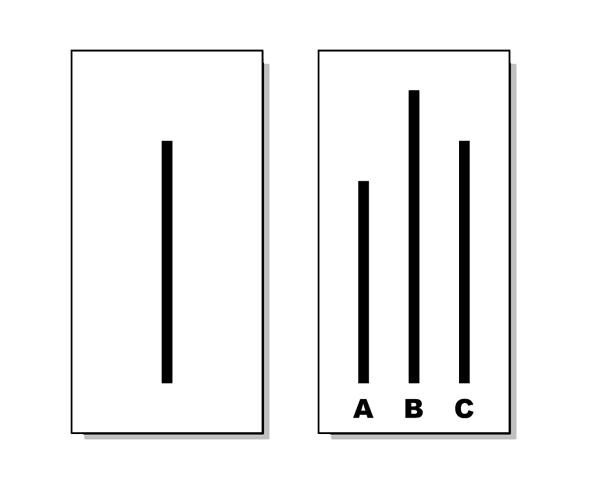
Asch Kísérlet

- Asch KísérletSolomon Asch kísérletsorozata (1955), mely nagyban hozzájárult a csoportnyomás elméletének fejlődéséhez. A kísérletben a résztvevő hét egyetemista diáknak egy asztalt körben ülve, 18 különböző képpár esetén kellett eldöntenie, hogy három különböző betűjellel jelölt vonal (A,B,C) közül melyik hossza azonos egy korábban megadott vonal hosszával. Az összes lappár felmutatásakor a kísérletben részt vevő személyek egyenként, sorrendben haladva elmondták, szerintük melyik a referenciavonallal egyező hosszúságú vonal a három közül. Ezt mind a 18 esetben megismételve, minden alkalommal más referencialapot és összehasonlító lapot használva. A fekete vonalak hosszúságának különbsége jól megkülönböztethető volt, ezért mindig egyértelmű volt a helyes válasz. Viszont a kísérletben 1 személy kivételével a többiek "beépített emberek" voltak, akiket felkértek, hogy rossz válaszokat adjanak. A harmadik körtől az 5 beépített ember helytelen választ adott, 6. volt a valós személy, aki más választ adott, aztán a 7. ember is megerősítette az 5 helytelen állítást. A valós személy, csodálkozva azt gondolta, hogy a kísérletben részt vevő társai komolyan gondolják az állításukat. A további 15 körben is legtöbbször a beépített emberek helytelen választ adtak.
- A Milgram-kísérlet (1961-62): Stanley Milgram azt tanulmányozta, meddig hajlandóak az emberek elmenni, mielőtt fellázadnak az autoritás ellen, miközben mások szenvedése a tét.
- Saul Kassin és Katherine Kiechel (1966) kísérlete a társas befolyás erejéről. A kísérletben a résztvevőknek írásos vallomást kellett adniuk egy olyan hibáról, melyet nem követtek el. (A kísérlet két csoportjában egy-egy beépített személy vagy a kísérletvezető vádját, vagy a résztvevő ártatlanságát erősítette meg.) A résztvevők hatvankilenc százaléka megírta a vallomást.

## Személyes konformitás
A csoportnorma személyes elfogadása. A leggyakrabban azért hajlunk rá, hogy reakcióinkat és válaszainkat másokéhoz igazítsuk, mert magunk is elfogadjuk a csoport nézeteit. Mindezt abban bízva tesszük, hogy azok helyes és megfelelő modellt nyújtanak számunkra. Ebben az esetben, amikor valóban meg vagyunk győződve arról, hogy a csoportnak igaza van, beszélünk személyes konformitásról. A konformitás ezen formájára nyújtanak példát Sherif kísérleti személyei.

## Nyilvános konformitás
A mások által megfigyelhető viselkedés a csoportnormának megfelelő, holott személyesen ezek nem elfogadottak. Más néven behódolásnak is nevezhetjük. Időnként csak azért viselkedünk konform módon, mert úgy érezzük, nincs más választásunk, mint a csoportnormák szerint cselekedni. Ebben az esetben, mikor az emberek valós vagy képzelt nyomásnak engedelmeskedve olyan csoportnormák szerint viselkednek, melyeket személy szerint nem helyeselnek, beszélünk nyilvános konformitásról/behódolásról. A nyilvános konformitás csupán felszíni változást idéz elő, hiszen valójában nem gondolják úgy, hogy a csoportnak igaza van. Azért viselkednek konform módon, mert félnek a nevetségessé válástól, a visszautasítástól, a kirekesztéstől vagy a még súlyosabb következményektől. A konformitás ezen formája jellemezte az Asch-kísérlet résztvevőit, akik vonakodva bár, de a nevetségességtől félve végül elfogadták a többségi, de rossz választ, nyilvánosan igazodtak a csoporthoz, holott nem értettek egyet vele.

## Csoportkohézió, klikkesedés
A konformitás nagymértékben függ a csoport kohéziójától.Gyengébb kapcsolatokból álló együttesben elfogadható, ha valaki nem követi a csoport diktálta irányvonalat, egy szoros, küldetéstudatos csoportban azonban ez komoly következményekkel járhat. Vallási, politikai vagy akár informális baráti csoportokban "rituálé"formájában gyakorolják az odatartozók a közös viselkedésmódokat, amelyekkel minden alkalommal meg lehet tapasztalni az odatartozás örömét és az elfogadást. „Unus pro omnibus, omnes pro uno!” (Egy mindenkiért, mindenki egyért!)
Nagyobb létszámú csoportokban, az alcsoportok, klikkek alakulnak ki. Az összetartó csoportokban uniformizált lesz a látásmód, a társadalom többi tagjáról alkotott kép és a magatartások. Amikor a klikk kialakul, kizárják a többieket és ők is bezáródnak. A kirekesztett csoporttagokra nézve frusztráló, negatív tevékenység és az egész nagyobb csoport működésére is kihatással van. Egy szervezetben az összefüggő csoportosulás azzal jár, hogy nem képesek nyitottan, a többiekhez alkalmazkodva működni, a környezettől várják el az idomulást, de a saját fenntartásuk érdekében meg is akadályozzák, hogy ők maguk vagy a csoport többi tagja változhasson.

## Konformitás és kultúra
A kollektivista és az individualista kultúrák merőben más képet mutatnak a konformitással kapcsolatban. A kölcsönös függőségen alapuló társadalmakban (pl. India, Japán) az egyes ember saját magára mint a csoport integráns részére tekint, és a konformitást társadalmi kötőanyagként értelmezik. Így ezekben a kultúrákban a konformitás általában magasabb, mint az individualista kultúrákban (pl. USA), ahol nagy értéket tulajdonítanak a személyes szabadságnak (ezért a konformitás sokszor negatív felhangot kap).

## Konformitás és erkölcs
A konformitás problémájának erkölcsi aspektusaiból való vizsgálata, minden közösségben és társadalomban vannak alapvető szabályok és az erkölcsi normák, amelyek kiemelkedő szerepet töltenek be. Az egyén igazodhat ezekhez az erkölcsi normákhoz vagy akár el is utasíthatja. Kultúránként, korszakonként, társadalmanként és közösségenként változó, hogy milyen szabályokhoz kell igazodnia az egyénnek és hogy mi biztosítja az alapvető normáknak megfelelő viselkedést, vagyis a konformitást. Meghatározó szerepe volt a  különböző történelmi korszakoknak, a vallásnak, a családi és rokoni szervezetnek is, mert ez már biztosíthatott egy megadott általános viselkedési alapot, amelyhez alkalmazkodnia kellett az egyénnek. Ellentétben, az újkorban már számos életcél és érték közül választhat az egyén (pénz, tudás, elismertség). Ebben a választásban is nagy szerepet tölt be a szülői háttér, akik általános, de mégis szigorúan követendő célokat jelölnek ki számára. 